# Ferrovia Lione-Ginevra
La ferrovia Lione–Ginevra è una linea ferroviaria internazionale a scartamento ordinario che collega la città francese di Lione a quella svizzera di Ginevra.
La gestione delle infrastrutture sul territorio francese è di competenza della Réseau Ferré de France (RFF), mentre quella sul territorio svizzero è affidata alle Ferrovie Federali Svizzere (FFS). Tuttavia, a seguito degli accordi tra i due paesi europei, per i quali la stazione di Ginevra Cornavin funge da scalo internazionale, la linea fa parte della rete francese, quindi l'esercizio dei servizi ferroviari è di competenza della Société nationale des chemins de fer français (SNCF), divisione TER Rhône-Alpes.

## Storia
I primi progetti di una linea ferroviaria collegante Lione a Ginevra risalgono al 1830. Fu solo con la legge 10 giugno 1853, n. 59, firmata da Napoleone III, che fu deliberato il percorso tra la due città a fianco del Rodano. La stessa legge stabilì anche il percorso della diramazione che da Ambérieu si sarebbe diretta a Mâcon, passando per Bourg-en-Bresse. 

Carta geografica della linea

Con decreto 6 agosto 1853, n. 37, fu istituita un'impresa ferroviaria apposita, la Compagnie du chemin de fer de Lyon à Genève, che avrebbe avuto il compito di costruire ed esercire la nuova linea.
Due anni dopo, la Compagnie du chemin de fer de Lyon à Geneve si fuse nella Compagnie du chemin de fer de Lyon à la Méditerranée (LM) per motivi prettamente finanziari
La linea fu aperta in due fasi. Il tronco da Lyon Saint-Clair ad Ambérieu-en-Bugey fu inaugurato nel 1856, mentre la tratta fino a Ginevra fu avviata all'esercizio l'anno seguente.
Nel 1857, la LM fuse con la Compagnie du chemin de fer de Paris à Lyon per costituire la Compagnia Paris-Lyon-Méditerranée (PLM) che ha esercitato la gestione della linea fino alla nazionalizzazione delle ferrovie francesi avvenuta nel 1938.

## Caratteristiche

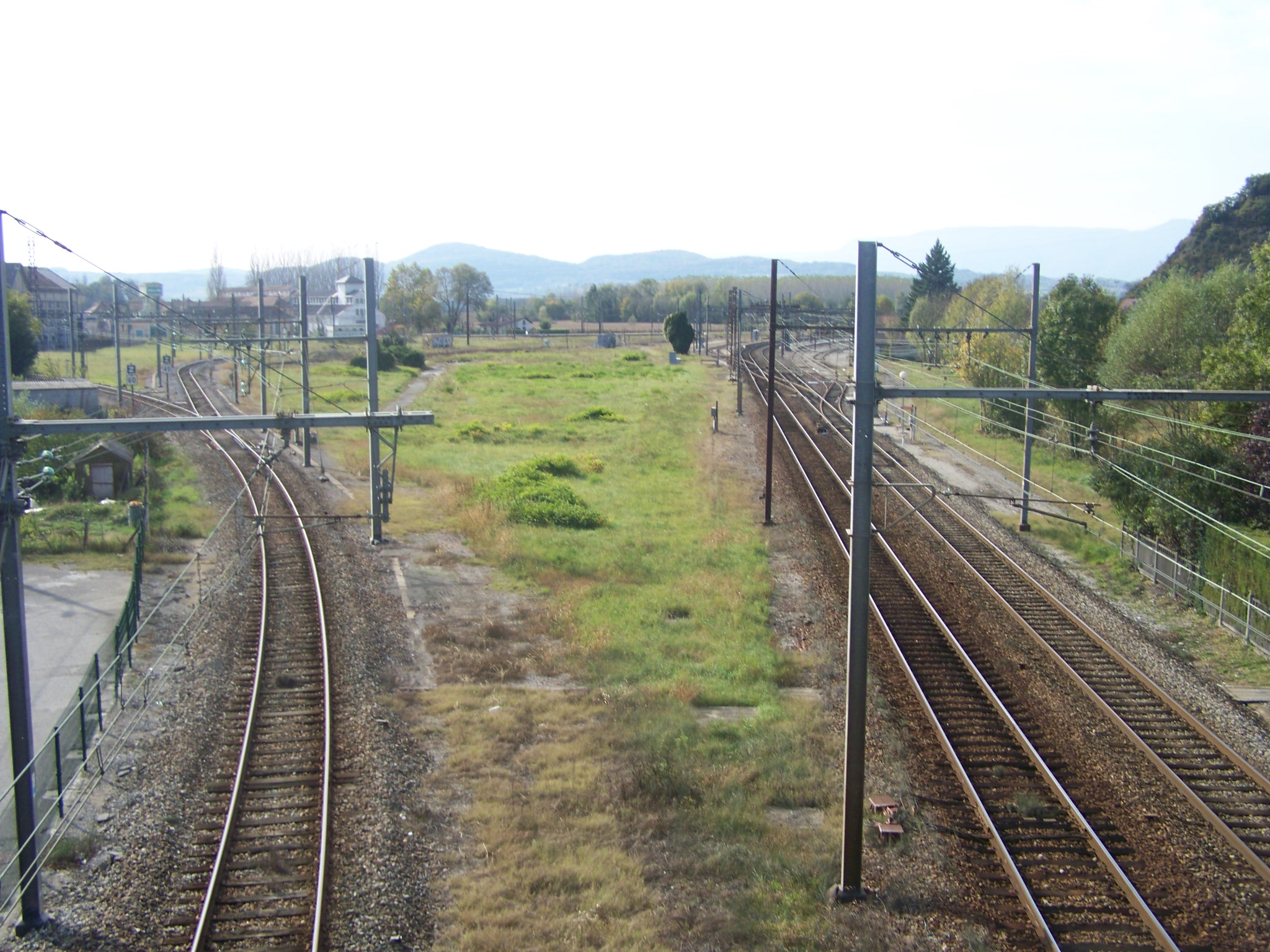
Ingresso della linea presso Culoz. A sinistra la bretella di collegamento con la linea per Modane

La linea è una ferrovia a doppio binario a scartamento ordinario da 1435 mm.
È stata elettrificata in corrente continua a 1500 V sull'intero percorso fino al 14 luglio 2014. Tra il 15 luglio e il 24 agosto 2014 il tratto tra le stazioni di Bellegarde e Ginevra Cornavin è stato rielettrificato in corrente alternata monofase a 25 kV 50 Hz.
Presso Culoz è presente una bretella a binario semplice, percorribile ad una velocità di 60 km/h, che permette ai convogli delle relazioni Ginevra – Modane – Torino e Ginevra - Grenoble - Valence, di immettersi sulla linea della Moriana evitando lo svolgimento delle operazioni di regresso nella stazione di Culoz.

## Percorso
| Continuation backward |

| Unknown route-map component "SPLa" |

| Unknown route-map component "vBHF" |

|  | Transverse water | Unknown route-map component "vWBRÜCKE1" | Transverse water |  |

| Unknown route-map component "vBHF" |

| Unknown route-map component "vDST" |

| Unknown route-map component "vÜSTor" |

|  | Unknown route-map component "CONTgq" | Unknown route-map component "vABZr+r-STR" |  |  |

| Unknown route-map component "vÜST" |

|  | Unknown route-map component "exCONTgq" | Unknown route-map component "veABZg+r-STR" |  |  |

| Unknown route-map component "vBHF" |

| Unknown route-map component "evBHF" |

| Unknown route-map component "vÜSTo+r" |

|  | Transverse water | Unknown route-map component "vWBRÜCKE1" | Transverse water |  |

|  | Unknown route-map component "d" | Unknown route-map component "vABZgl-ABZgl" | Unknown route-map component "dSTR+r" |  |

|  | Unknown route-map component "d" | Unknown route-map component "evBHF-L" | Unknown route-map component "edBHF-R" |  |

|  | Unknown route-map component "d" | Unknown route-map component "vSTR" | Unknown route-map component "dSTRl" | Unknown route-map component "CONTfq" |

|  |  | Unknown route-map component "vSHI1l-STRl" | Transverse track | Unknown route-map component "CONTfq" |

| Stop on track |

| Unknown route-map component "eHST" |

| Station on track |

| Station on track |

| Station on track |

|  | Unknown route-map component "CONTgq" | Unknown route-map component "KRZu" | Unknown route-map component "CONTfq" |  |

| Stop on track |

| Station on track |

| Station on track |

| Station on track |

| Station on track |

|  | Transverse water | Unknown route-map component "hKRZWae" | Transverse water |  |

|  | Unknown route-map component "CONTgq" | Unknown route-map component "vSTR+r-SHI1+r" |  |  |

| Unknown route-map component "vDST" |

| Unknown route-map component "SPLe" |

|  | Transverse water | Small bridge over water | Transverse water |  |

|  | Unknown route-map component "exCONTgq" | Unknown route-map component "SPLag+xr" |  |  |

| Unknown route-map component "vBHF" |

|  |  | Unknown route-map component "SPLegl" | Unknown route-map component "CONTfq" |  |

|  |  | Unknown route-map component "ABZg+l" | Unknown route-map component "CONTfq" |  |

| Unknown route-map component "eBHF" |

|  | Transverse water | Small bridge over water | Transverse water |  |

| Station on track |

| Station on track |

| Unknown route-map component "eBHF" |

|  | Transverse water | Small bridge over water | Transverse water |  |

|  | Transverse water | Small bridge over water | Transverse water |  |

| Unknown route-map component "eBHF" |

|  | Transverse water | Small bridge over water | Transverse water |  |

| Enter and exit tunnel |

|  | Unknown route-map component "CONTgq" | Unknown route-map component "SPLag+r" |  |  |

| Unknown route-map component "vBHF" |

| Unknown route-map component "SPLe" |

| Unknown route-map component "eBHF" |

|  | Transverse water | Small bridge over water | Transverse water |  |

| Unknown route-map component "SPLa" |

| Unknown route-map component "vBHF" |

| Unknown route-map component "CONTgq" | Unknown route-map component "ABZq+r" | Unknown route-map component "vSTRr-SHI1r" |  |  |

|  | Unknown route-map component "KRWl" | Unknown route-map component "KRWg+r" |  |  |

| Non-passenger station/depot on track |

| Station on track |

| Unknown route-map component "eBHF" |

| Enter and exit short tunnel |

| Enter and exit short tunnel |

|  | Transverse water | Small bridge over water | Transverse water |  |

| Unknown route-map component "eBHF" |

| Enter and exit short tunnel |

| Enter and exit short tunnel |

| Unknown route-map component "SEC2" |

| Unknown route-map component "d" | Unknown route-map component "evSHI2gl-" |

| Unknown route-map component "d" | Unknown route-map component "vDST-exBHF" |

|  |  | Straight track + Unknown route-map component "BS2c2" + Unknown route-map component "exBS2c1" | Unknown route-map component "exSTRl+4h" + Unknown route-map component "STR3h+l" | Unknown route-map component "CONTfq" |

| Unknown route-map component "d" | Unknown route-map component "vSBHF" |

| Unknown route-map component "d" | Unknown route-map component "vSHI2g+l-" |

|  | Transverse water | Unknown route-map component "hKRZWae" | Transverse water |  |

| Enter and exit tunnel |

| Unknown route-map component "SPLa" |

| Unknown route-map component "vBHF" |

|  | Unknown route-map component "CONTgq" | Unknown route-map component "vSTRr-SHI1r" |  |  |

| Enter and exit tunnel |

| Non-passenger station/depot on track |

|  |  | Unknown route-map component "ABZgl" | Unknown route-map component "CONTfq" |  |

|  | Unknown route-map component "SBHF" | Unknown route-map component "BUS2" |

|  | Transverse water | Unknown route-map component "TZOLLWo" | Transverse water |  |

|  | Unknown route-map component "SBHF" | Unknown route-map component "BUS2" |

| Transverse water | Unknown route-map component "hKRZWae" | Transverse water |

| Unknown route-map component "SBHF" |

| Transverse water | Unknown route-map component "hKRZWae" | Transverse water |

|  | Unknown route-map component "SBHF" | Unknown route-map component "BUS2" |

| Unknown route-map component "exBHF" |

| Transverse water | Unknown route-map component "hKRZWae" | Transverse water |

|  | Unknown route-map component "SBHF" | Unknown route-map component "BUS2" |

|  | Unknown route-map component "SBHF" | Unknown route-map component "BUS2" |

| Non-passenger station/depot on track |

| Unknown route-map component "SBHF" |

|  | Unknown route-map component "STR+l" | One way rightward |  |  |

|  | Straight track | Unknown route-map component "STR+l" | Unknown route-map component "CONTfq" |  |

| Unknown route-map component "RACONTgq" | Unknown route-map component "SKRZ-Ao" | Unknown route-map component "SKRZ-Ao" | Unknown route-map component "RACONTfq" |  |

|  | Unknown route-map component "KRWgl+l" | Unknown route-map component "KRWgr+r" |  |  |

|  | Unknown route-map component "tSTRa" | Straight track |  |  |

| Unknown route-map component "tCONTgq" | Unknown route-map component "tABZgr" | Straight track |  |  |

|  | Unknown route-map component "tSTRl" | Unknown route-map component "KRZt" | Unknown route-map component "tSTR+r" |  |

|  |  | Enter and exit tunnel | Unknown route-map component "tSTR" |  |

| Unknown route-map component "tCONTgq" | Unknown route-map component "tSTReq" | Unknown route-map component "vSTR+r-SHI1+r" | Unknown route-map component "tSTRe" |  |

|  | Unknown route-map component "vSBHF-L" | Unknown route-map component "KBHFe-R" |

| 167+620 |
| 60+26   |

| Unknown route-map component "uCONTgq" | Unknown route-map component "uHSTq" | Unknown route-map component "mvKRZu" | Unknown route-map component "uCONTfq" |  |

| Unknown route-map component "vCONTf" |

## Traffico

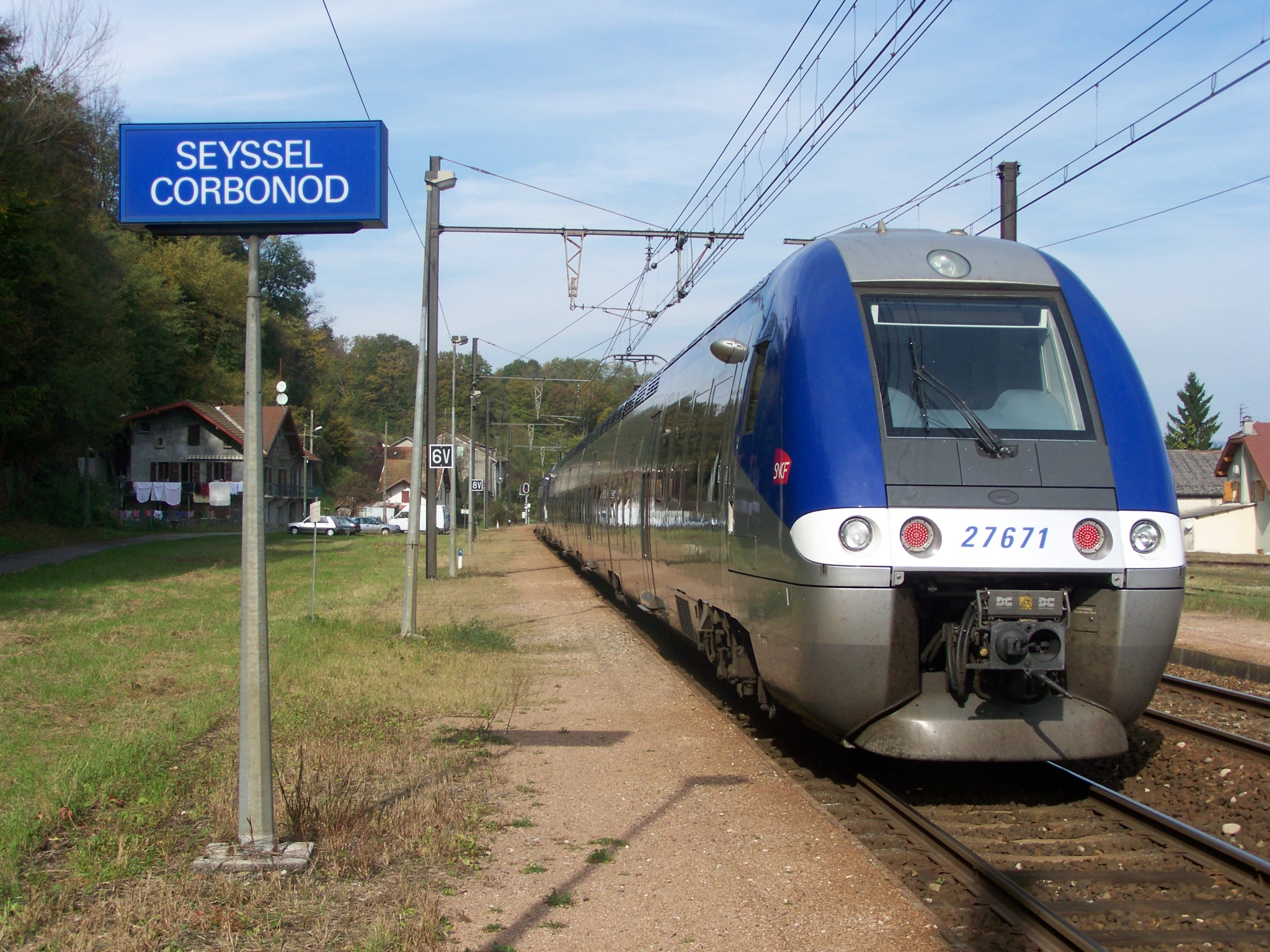
Un TER per Ginevra in sosta presso la stazione di Seyssel-Corbonod.

Il servizio passeggeri locale è espletato da SNCF suddividendo la linea in due tronchi:
- Bellegarde – Lyon-Part-Dieu a sua volta coperta da due relazioni[10]:
  - TER Évian-les-Bains – Annemasse – Bellegarde – Lyon-Perrache;
  - TER Saint-Gervais-les-Bains – Annemasse – Bellegarde – Lyon-Perrache.
- Bellegarde – Ginevra Cornavin[11]

La linea è inoltre utilizzata dai TGV, sia della SNCF sia della Lyria, della relazione Ginevra Cornavin – Parigi Gare de Lyon.